# Primorski Dolac
Primorski Dolac – miejscowość i gmina w Chorwacji, w żupanii splicko-dalmatyńskiej. W 2011 roku liczyła 770 mieszkańców.